# Eleições parlamentares europeias de 2014 no distrito de Faro
| Eleições parlamentares europeias de 2014 por Portugal Distritos: Aveiro \| Beja \| Braga \| Bragança \| Castelo Branco \| Coimbra \| Évora \| Faro \| Guarda \| Leiria \| Lisboa \| Portalegre \| Porto \| Santarém \| Setúbal \| Viana do Castelo \| Vila Real \| Viseu \| Açores \| Madeira \| Estrangeiro |

## Resultados por concelho
Os resultados nos concelhos do Distrito de Faro foram os seguintes:

### Albufeira
| Partido                 | Partido                               | Votos  | %               | +/-   |
| ----------------------- | ------------------------------------- | ------ | --------------- | ----- |
|                         | Partido Socialista                    | 2 160  | 28,41 / 100,00  | 5,41  |
|                         | Aliança Portugal                      | 1 844  | 24,26 / 100,00  | 15,22 |
|                         | Coligação Democrática Unitária        | 889    | 11,69 / 100,00  | 3,40  |
|                         | Partido da Terra                      | 633    | 8,33 / 100,00   | 7,36  |
|                         | Bloco de Esquerda                     | 429    | 5,64 / 100,00   | 8,87  |
|                         | Partido pelos Animais e pela Natureza | 260    | 3,42 / 100,00   | Novo  |
|                         | PCTP/MRPP                             | 203    | 2,67 / 100,00   | 0,88  |
|                         | LIVRE/Tempo de Avançar                | 189    | 2,49 / 100,00   | Novo  |
|                         | Outros                                | 357    | 4,69 / 100,00   |       |
| Votos Inválidos         | Votos Inválidos                       | 638    | 8,40 / 100,00   | 0,49  |
| Total                   | Total                                 | 7 602  | 100,00 / 100,00 |       |
| Eleitorado/Participação | Eleitorado/Participação               | 32 521 | 23,38 / 100,00  | 5,38  |

| Freguesia                 | %     | %     | %     | %     | %    | %    | %    | %    | Votantes |
| Freguesia                 | PS    | A     | CDU   | MPT   | BE   | PAN  | PCTP | L    | Votantes |
| ------------------------- | ----- | ----- | ----- | ----- | ---- | ---- | ---- | ---- | -------- |
| Albufeira e Olhos de Água | 26,93 | 25,71 | 12,68 | 7,98  | 5,46 | 3,50 | 2,48 | 2,65 | 4 686    |
| Ferreiras                 | 30,39 | 19,73 | 12,26 | 8,61  | 6,02 | 3,27 | 3,43 | 2,13 | 1 313    |
| Guia                      | 29,22 | 25,42 | 7,48  | 10,21 | 5,23 | 4,16 | 1,90 | 2,85 | 842      |
| Paderne                   | 33,25 | 21,81 | 9,33  | 7,88  | 6,57 | 2,37 | 3,42 | 1,71 | 761      |
| Albufeira                 | 28,41 | 24,26 | 11,69 | 8,33  | 5,64 | 3,42 | 2,67 | 2,49 | 7 602    |

### Alcoutim
| Partido                 | Partido                        | Votos | %               | +/-   |
| ----------------------- | ------------------------------ | ----- | --------------- | ----- |
|                         | Partido Socialista             | 469   | 45,31 / 100,00  | 13,07 |
|                         | Aliança Portugal               | 297   | 28,70 / 100,00  | 16,69 |
|                         | Coligação Democrática Unitária | 104   | 10,05 / 100,00  | 0,92  |
|                         | Partido da Terra               | 24    | 2,32 / 100,00   | 1,95  |
|                         | PCTP/MRPP                      | 16    | 1,55 / 100,00   | 0,37  |
|                         | Partido da Nova Democracia     | 13    | 1,26 / 100,00   | -     |
|                         | Bloco de Esquerda              | 12    | 1,16 / 100,00   | 3,04  |
|                         | Outros                         | 38    | 3,68 / 100,00   |       |
| Votos Inválidos         | Votos Inválidos                | 62    | 5,99 / 100,00   | 1,33  |
| Total                   | Total                          | 1 035 | 100,00 / 100,00 |       |
| Eleitorado/Participação | Eleitorado/Participação        | 2 756 | 37,55 / 100,00  | 3,49  |

| Freguesia          | %     | %     | %     | %    | %    | %    | %    | Votantes |
| Freguesia          | PS    | AP    | CDU   | MPT  | PCTP | PND  | BE   | Votantes |
| ------------------ | ----- | ----- | ----- | ---- | ---- | ---- | ---- | -------- |
| Alcoutim e Pereiro | 50,24 | 21,60 | 10,44 | 3,88 | 1,70 | 0,73 | 1,94 | 412      |
| Giões              | 31,63 | 31,63 | 21,43 | 1,02 | 5,10 | 1,02 | 0    | 98       |
| Martim Longo       | 39,95 | 38,36 | 8,47  | 1,32 | 0,53 | 1,06 | 0,79 | 378      |
| Vaqueiros          | 54,42 | 21,77 | 5,44  | 1,36 | 1,36 | 3,40 | 0,68 | 147      |
| Alcoutim           | 45,31 | 28,70 | 10,05 | 2,32 | 1,55 | 1,26 | 1,16 | 1 035    |

### Aljezur
| Partido                 | Partido                               | Votos | %               | +/-  |
| ----------------------- | ------------------------------------- | ----- | --------------- | ---- |
|                         | Partido Socialista                    | 501   | 35,08 / 100,00  | 5,39 |
|                         | Coligação Democrática Unitária        | 249   | 17,44 / 100,00  | 0,23 |
|                         | Aliança Portugal                      | 205   | 14,36 / 100,00  | 7,27 |
|                         | Partido da Terra                      | 111   | 7,77 / 100,00   | 6,13 |
|                         | Bloco de Esquerda                     | 69    | 4,83 / 100,00   | 6,93 |
|                         | Partido pelos Animais e pela Natureza | 38    | 2,66 / 100,00   | Novo |
|                         | PCTP/MRPP                             | 37    | 2,59 / 100,00   | 0,11 |
|                         | LIVRE/Tempo de Avançar                | 34    | 2,38 / 100,00   | Novo |
|                         | Outros                                |       |                 |      |
| Votos Inválidos         | Votos Inválidos                       | 125   | 8,45 / 100,00   | 1,11 |
| Total                   | Total                                 | 1 428 | 100,00 / 100,00 |      |
| Eleitorado/Participação | Eleitorado/Participação               | 4 291 | 33,28 / 100,00  | 2,77 |

| Freguesia | %     | %     | %     | %    | %    | %    | %    | %    | Votantes |
| Freguesia | PS    | CDU   | AP    | MPT  | BE   | PAN  | PCTP | L    | Votantes |
| --------- | ----- | ----- | ----- | ---- | ---- | ---- | ---- | ---- | -------- |
| Aljezur   | 33,93 | 16,00 | 20,30 | 8,44 | 4,59 | 2,52 | 1,63 | 1,63 | 675      |
| Bordeira  | 39,33 | 19,10 | 11,24 | 7,87 | 3,37 | 1,12 | 1,12 | 5,62 | 89       |
| Odeceixe  | 31,75 | 23,49 | 10,48 | 8,25 | 4,76 | 2,54 | 2,86 | 1,90 | 315      |
| Rogil     | 39,26 | 14,33 | 7,16  | 6,02 | 5,73 | 3,44 | 4,58 | 3,44 | 349      |
| Aljezur   | 35,08 | 17,44 | 14,36 | 7,77 | 4,83 | 2,66 | 2,59 | 2,38 | 1 428    |

### Castro Marim
| Partido                 | Partido                               | Votos | %               | +/-   |
| ----------------------- | ------------------------------------- | ----- | --------------- | ----- |
|                         | Partido Socialista                    | 779   | 42,13 / 100,00  | 9,30  |
|                         | Aliança Portugal                      | 404   | 21,85 / 100,00  | 16,59 |
|                         | Coligação Democrática Unitária        | 192   | 10,38 / 100,00  | 3,97  |
|                         | Partido da Terra                      | 110   | 5,95 / 100,00   | 4,74  |
|                         | Bloco de Esquerda                     | 110   | 5,95 / 100,00   | 4,97  |
|                         | PCTP/MRPP                             | 32    | 1,73 / 100,00   | 0,47  |
|                         | Partido pelos Animais e pela Natureza | 21    | 1,14 / 100,00   | Novo  |
|                         | LIVRE/Tempo de Avançar                | 19    | 1,03 / 100,00   | Novo  |
|                         | Outros                                | 53    | 2,88 / 100,00   |       |
| Votos Inválidos         | Votos Inválidos                       | 129   | 6,98 / 100,00   | 0,47  |
| Total                   | Total                                 | 1 849 | 100,00 / 100,00 |       |
| Eleitorado/Participação | Eleitorado/Participação               | 5 895 | 31,37 / 100,00  | 0,25  |

| Freguesia    | %     | %     | %     | %    | %    | %    | %    | %    | Votantes |
| Freguesia    | PS    | AP    | CDU   | MPT  | BE   | PCTP | PAN  | L    | Votantes |
| ------------ | ----- | ----- | ----- | ---- | ---- | ---- | ---- | ---- | -------- |
| Altura       | 40,81 | 18,76 | 10,25 | 8,12 | 7,16 | 2,90 | 1,16 | 0,77 | 517      |
| Azinhal      | 32,24 | 29,51 | 6,01  | 8,20 | 7,10 | 0    | 0,55 | 2,73 | 183      |
| Castro Marim | 42,22 | 20,27 | 12,54 | 5,60 | 6,49 | 1,57 | 1,34 | 1,12 | 893      |
| Odeleite     | 51,56 | 28,13 | 6,25  | 1,17 | 0,78 | 1,17 | 0,78 | 0    | 256      |
| Castro Marim | 42,13 | 21,85 | 10,38 | 5,95 | 5,95 | 1,73 | 1,14 | 1,03 | 1 849    |

### Faro
| Partido                 | Partido                               | Votos  | %               | +/-   |
| ----------------------- | ------------------------------------- | ------ | --------------- | ----- |
|                         | Partido Socialista                    | 5 058  | 29,41 / 100,00  | 5,22  |
|                         | Aliança Portugal                      | 3 724  | 21,65 / 100,00  | 13,20 |
|                         | Coligação Democrática Unitária        | 2 607  | 15,16 / 100,00  | 4,67  |
|                         | Partido da Terra                      | 1 407  | 8,18 / 100,00   | 7,29  |
|                         | Bloco de Esquerda                     | 1 248  | 7,26 / 100,00   | 9,32  |
|                         | Partido pelos Animais e pela Natureza | 487    | 2,83 / 100,00   | Novo  |
|                         | LIVRE/Tempo de Avançar                | 487    | 2,83 / 100,00   | Novo  |
|                         | PCTP/MRPP                             | 381    | 2,22 / 100,00   | 0,71  |
|                         | Outros                                | 564    | 3,28 / 100,00   |       |
| Votos Inválidos         | Votos Inválidos                       | 1 235  | 7,18 / 100,00   | 0,47  |
| Total                   | Total                                 | 17 198 | 100,00 / 100,00 |       |
| Eleitorado/Participação | Eleitorado/Participação               | 55 952 | 30,74 / 100,00  | 4,15  |

| Freguesia             | %     | %     | %     | %    | %    | %    | %    | %    | Votantes |
| Freguesia             | PS    | AP    | CDU   | MPT  | BE   | PAN  | L    | PCTP | Votantes |
| --------------------- | ----- | ----- | ----- | ---- | ---- | ---- | ---- | ---- | -------- |
| Conceição e Estoi     | 33,05 | 20,04 | 12,54 | 7,82 | 6,14 | 2,73 | 2,99 | 2,94 | 1 906    |
| Faro (Sé e São Pedro) | 29,95 | 21,71 | 15,12 | 8,03 | 7,63 | 2,77 | 2,71 | 2,02 | 12 209   |
| Montenegro            | 24,91 | 23,25 | 13,02 | 9,72 | 6,89 | 4,06 | 3,73 | 2,26 | 2 120    |
| Santa Bárbara de Nexe | 25,34 | 20,66 | 25,55 | 7,48 | 5,50 | 1,14 | 2,08 | 3,12 | 963      |
| Faro                  | 29,41 | 21,65 | 15,16 | 8,18 | 7,26 | 2,83 | 2,83 | 2,22 | 17 198   |

### Lagoa
| Partido                 | Partido                               | Votos  | %               | +/-   |
| ----------------------- | ------------------------------------- | ------ | --------------- | ----- |
|                         | Partido Socialista                    | 1 842  | 32,88 / 100,00  | 9,19  |
|                         | Aliança Portugal                      | 1 167  | 20,83 / 100,00  | 14,85 |
|                         | Coligação Democrática Unitária        | 720    | 12,85 / 100,00  | 2,79  |
|                         | Bloco de Esquerda                     | 451    | 8,05 / 100,00   | 7,90  |
|                         | Partido da Terra                      | 416    | 7,42 / 100,00   | 6,44  |
|                         | PCTP/MRPP                             | 165    | 2,94 / 100,00   | 0,78  |
|                         | Partido pelos Animais e pela Natureza | 151    | 2,69 / 100,00   | Novo  |
|                         | LIVRE/Tempo de Avançar                | 111    | 1,98 / 100,00   | Novo  |
|                         | Partido Nacional Renovador            | 60     | 1,07 / 100,00   | 0,12  |
|                         | Outros                                | 169    | 3,02 / 100,00   |       |
| Votos Inválidos         | Votos Inválidos                       | 351    | 6,27 / 100,00   | 0,49  |
| Total                   | Total                                 | 5 603  | 100,00 / 100,00 |       |
| Eleitorado/Participação | Eleitorado/Participação               | 18 406 | 30,44 / 100,00  | 4,29  |

| Freguesia          | %     | %     | %     | %    | %    | %    | %    | %    | %    | Votantes |
| Freguesia          | PS    | AP    | CDU   | BE   | MPT  | PCTP | PAN  | L    | PNR  | Votantes |
| ------------------ | ----- | ----- | ----- | ---- | ---- | ---- | ---- | ---- | ---- | -------- |
| Estômbar e Parchal | 32,25 | 18,68 | 15,30 | 9,23 | 8,01 | 3,25 | 2,07 | 1,77 | 1,01 | 2 372    |
| Ferragudo          | 39,43 | 14,14 | 13,98 | 8,49 | 8,32 | 3,00 | 2,16 | 1,66 | 0,83 | 601      |
| Lagoa e Carvoeiro  | 32,07 | 23,51 | 10,68 | 7,43 | 6,40 | 2,30 | 3,29 | 2,39 | 1,22 | 2 220    |
| Porches            | 31,22 | 28,54 | 8,78  | 3,90 | 8,29 | 4,63 | 3,90 | 1,46 | 0,98 | 410      |
| Lagoa              | 32,88 | 20,83 | 12,85 | 8,05 | 7,42 | 2,94 | 2,69 | 1,98 | 1,07 | 5 603    |

### Lagos
| Partido                 | Partido                               | Votos  | %               | +/-   |
| ----------------------- | ------------------------------------- | ------ | --------------- | ----- |
|                         | Partido Socialista                    | 2 261  | 31,96 / 100,00  | 3,83  |
|                         | Aliança Portugal                      | 1 245  | 17,60 / 100,00  | 10,19 |
|                         | Coligação Democrática Unitária        | 1 071  | 15,14 / 100,00  | 4,16  |
|                         | Partido da Terra                      | 630    | 8,91 / 100,00   | 7,81  |
|                         | Bloco de Esquerda                     | 524    | 7,41 / 100,00   | 8,96  |
|                         | PCTP/MRPP                             | 209    | 2,95 / 100,00   | 0,59  |
|                         | LIVRE/Tempo de Avançar                | 177    | 2,50 / 100,00   | Novo  |
|                         | Partido pelos Animais e pela Natureza | 166    | 2,35 / 100,00   | Novo  |
|                         | Outros                                | 236    | 3,34 / 100,00   |       |
| Votos Inválidos         | Votos Inválidos                       | 555    | 7,85 / 100,00   | 1,02  |
| Total                   | Total                                 | 7 074  | 100,00 / 100,00 |       |
| Eleitorado/Participação | Eleitorado/Participação               | 23 732 | 29,81 / 100,00  | 5,30  |

| Freguesia                     | %     | %     | %     | %    | %    | %    | %    | %    | Votantes |
| Freguesia                     | PS    | AP    | CDU   | MPT  | BE   | PCTP | L    | PAN  | Votantes |
| ----------------------------- | ----- | ----- | ----- | ---- | ---- | ---- | ---- | ---- | -------- |
| Bensafrim e Barão de São João | 37,13 | 15,51 | 18,32 | 6,11 | 5,78 | 2,97 | 1,82 | 1,82 | 606      |
| Luz                           | 30,39 | 17,54 | 15,43 | 9,43 | 7,95 | 2,90 | 2,67 | 2,52 | 5 205    |
| Odiáxere                      | 32,24 | 22,59 | 11,78 | 8,51 | 6,06 | 2,29 | 3,27 | 2,45 | 611      |
| São Gonçalo de Lagos          | 39,42 | 15,34 | 13,04 | 7,67 | 5,83 | 3,99 | 1,07 | 1,38 | 652      |
| Lagos                         | 31,96 | 17,60 | 15,14 | 8,91 | 7,41 | 2,95 | 2,50 | 2,35 | 7 074    |

### Loulé
| Partido                 | Partido                               | Votos  | %               | +/-   |
| ----------------------- | ------------------------------------- | ------ | --------------- | ----- |
|                         | Partido Socialista                    | 4 413  | 30,68 / 100,00  | 7,75  |
|                         | Aliança Portugal                      | 4 197  | 29,18 / 100,00  | 14,64 |
|                         | Coligação Democrática Unitária        | 1 357  | 9,44 / 100,00   | 2,82  |
|                         | Partido da Terra                      | 984    | 6,84 / 100,00   | 5,88  |
|                         | Bloco de Esquerda                     | 755    | 5,25 / 100,00   | 7,54  |
|                         | Partido pelos Animais e pela Natureza | 355    | 2,47 / 100,00   | Novo  |
|                         | PCTP/MRPP                             | 303    | 2,11 / 100,00   | 0,72  |
|                         | LIVRE/Tempo de Avançar                | 280    | 1,95 / 100,00   | Novo  |
|                         | Partido da Nova Democracia            | 148    | 1,03 / 100,00   | -     |
|                         | Outros                                | 441    | 3,06 / 100,00   |       |
| Votos Inválidos         | Votos Inválidos                       | 1 149  | 7,99 / 100,00   | 0,27  |
| Total                   | Total                                 | 14 382 | 100,00 / 100,00 |       |
| Eleitorado/Participação | Eleitorado/Participação               | 57 207 | 25,14 / 100,00  | 4,84  |

| Freguesia               | %     | %     | %     | %    | %    | %    | %    | %    | %    | Votantes |
| Freguesia               | PS    | AP    | CDU   | MPT  | BE   | PAN  | PCTP | L    | PND  | Votantes |
| ----------------------- | ----- | ----- | ----- | ---- | ---- | ---- | ---- | ---- | ---- | -------- |
| Almancil                | 31,36 | 30,39 | 8,76  | 7,06 | 4,67 | 3,07 | 1,88 | 1,31 | 1,02 | 1 757    |
| Alte                    | 39,52 | 22,49 | 12,95 | 3,92 | 2,90 | 3,75 | 4,09 | 1,87 | 1,36 | 587      |
| Ameixial                | 48,23 | 29,79 | 4,26  | 2,84 | 2,13 | 0,71 | 0,71 | 1,42 | 0,71 | 141      |
| Boliqueime              | 26,16 | 33,97 | 6,18  | 5,90 | 4,72 | 2,18 | 1,82 | 2,09 | 1,27 | 1 101    |
| Loulé (São Clemente)    | 31,61 | 22,40 | 11,77 | 7,74 | 6,11 | 3,04 | 2,38 | 2,41 | 1,09 | 3 942    |
| Loulé (São Sebastião)   | 27,60 | 33,73 | 8,45  | 6,84 | 5,53 | 1,49 | 1,67 | 1,84 | 0,83 | 1 681    |
| Quarteira               | 28,14 | 34,03 | 8,46  | 7,48 | 5,79 | 2,21 | 1,75 | 1,91 | 1,01 | 3 664    |
| Querença, Tôr e Benafim | 36,02 | 27,46 | 7,28  | 4,47 | 4,21 | 2,30 | 2,04 | 1,79 | 0,64 | 783      |
| Salir                   | 34,57 | 27,96 | 11,02 | 5,37 | 3,03 | 1,38 | 3,17 | 1,52 | 1,10 | 726      |
| Loulé                   | 30,68 | 29,18 | 9,44  | 6,84 | 5,25 | 2,47 | 2,11 | 1,95 | 1,03 | 14 382   |

### Monchique
| Partido                 | Partido                               | Votos | %               | +/-   |
| ----------------------- | ------------------------------------- | ----- | --------------- | ----- |
|                         | Partido Socialista                    | 773   | 33,59 / 100,00  | 7,70  |
|                         | Aliança Portugal                      | 582   | 25,29 / 100,00  | 10,86 |
|                         | Coligação Democrática Unitária        | 296   | 12,86 / 100,00  | 3,21  |
|                         | Partido da Terra                      | 104   | 4,52 / 100,00   | 3,26  |
|                         | Bloco de Esquerda                     | 100   | 4,35 / 100,00   | 6,34  |
|                         | PCTP/MRPP                             | 90    | 3,91 / 100,00   | 1,19  |
|                         | LIVRE/Tempo de Avançar                | 43    | 1,87 / 100,00   | Novo  |
|                         | Partido pelos Animais e pela Natureza | 35    | 1,52 / 100,00   | Novo  |
|                         | Outros                                | 86    | 3,73 / 100,00   |       |
| Votos Inválidos         | Votos Inválidos                       | 192   | 8,34 / 100,00   | 1,62  |
| Total                   | Total                                 | 2 301 | 100,00 / 100,00 |       |
| Eleitorado/Participação | Eleitorado/Participação               | 5 094 | 45,17 / 100,00  | 0,13  |

| Freguesia | %     | %     | %     | %    | %    | %    | %    | %    | Votantes |
| Freguesia | PS    | AP    | CDU   | MPT  | BE   | PCTP | L    | PAN  | Votantes |
| --------- | ----- | ----- | ----- | ---- | ---- | ---- | ---- | ---- | -------- |
| Alferce   | 38,00 | 21,33 | 8,67  | 3,33 | 5,33 | 3,33 | 1,33 | 0    | 150      |
| Marmelete | 30,29 | 32,57 | 7,82  | 3,58 | 2,28 | 3,26 | 2,28 | 1,63 | 307      |
| Monchique | 33,79 | 24,40 | 14,05 | 4,77 | 4,61 | 4,07 | 1,84 | 1,63 | 1 844    |
| Monchique | 33,59 | 25,29 | 12,86 | 4,52 | 4,35 | 3,91 | 1,87 | 1,52 | 2 301    |

### Olhão
| Partido                 | Partido                               | Votos  | %               | +/-   |
| ----------------------- | ------------------------------------- | ------ | --------------- | ----- |
|                         | Partido Socialista                    | 2 852  | 28,98 / 100,00  | 5,46  |
|                         | Aliança Portugal                      | 1 991  | 20,23 / 100,00  | 12,25 |
|                         | Coligação Democrática Unitária        | 1 447  | 14,71 / 100,00  | 2,48  |
|                         | Bloco de Esquerda                     | 846    | 8,60 / 100,00   | 8,32  |
|                         | Partido da Terra                      | 757    | 7,69 / 100,00   | 6,64  |
|                         | PCTP/MRPP                             | 319    | 3,24 / 100,00   | 0,92  |
|                         | Partido pelos Animais e pela Natureza | 250    | 2,54 / 100,00   | Novo  |
|                         | LIVRE/Tempo de Avançar                | 213    | 2,16 / 100,00   | Novo  |
|                         | Outros                                | 440    | 4,46 / 100,00   |       |
| Votos Inválidos         | Votos Inválidos                       | 725    | 7,37 / 100,00   | 0,04  |
| Total                   | Total                                 | 9 840  | 100,00 / 100,00 |       |
| Eleitorado/Participação | Eleitorado/Participação               | 37 593 | 26,18 / 100,00  | 2,89  |

| Freguesia             | %     | %     | %     | %     | %    | %    | %    | %    | Votantes |
| Freguesia             | PS    | AP    | CDU   | BE    | MPT  | PCTP | PAN  | L    | Votantes |
| --------------------- | ----- | ----- | ----- | ----- | ---- | ---- | ---- | ---- | -------- |
| Moncarapacho e Fuseta | 30,92 | 24,20 | 11,63 | 5,43  | 8,05 | 2,97 | 2,28 | 2,50 | 2 332    |
| Olhão                 | 31,01 | 19,37 | 14,92 | 8,54  | 6,99 | 3,99 | 2,69 | 2,32 | 3 231    |
| Pechão                | 24,85 | 18,11 | 16,33 | 13,25 | 7,93 | 1,89 | 2,13 | 0,83 | 845      |
| Quelfes               | 26,79 | 18,88 | 16,18 | 9,65  | 8,05 | 3,05 | 2,67 | 2,12 | 3 442    |
| Olhão                 | 28,98 | 20,23 | 14,71 | 8,60  | 7,69 | 3,24 | 2,54 | 2,16 | 9 840    |

### Portimão
| Partido                 | Partido                               | Votos  | %               | +/-   |
| ----------------------- | ------------------------------------- | ------ | --------------- | ----- |
|                         | Partido Socialista                    | 4 182  | 29,70 / 100,00  | 3,73  |
|                         | Aliança Portugal                      | 2 872  | 20,40 / 100,00  | 12,31 |
|                         | Coligação Democrática Unitária        | 1 851  | 13,15 / 100,00  | 3,84  |
|                         | Bloco de Esquerda                     | 1 316  | 9,35 / 100,00   | 7,74  |
|                         | Partido da Terra                      | 1 186  | 8,42 / 100,00   | 7,55  |
|                         | PCTP/MRPP                             | 357    | 2,54 / 100,00   | 0,75  |
|                         | LIVRE/Tempo de Avançar                | 345    | 2,45 / 100,00   | Novo  |
|                         | Partido pelos Animais e pela Natureza | 320    | 2,27 / 100,00   | Novo  |
|                         | Outros                                | 572    | 4,06 / 100,00   |       |
| Votos Inválidos         | Votos Inválidos                       | 1 080  | 7,67 / 100,00   | 0,17  |
| Total                   | Total                                 | 14 081 | 100,00 / 100,00 |       |
| Eleitorado/Participação | Eleitorado/Participação               | 46 608 | 30,21 / 100,00  | 5,81  |

| Freguesia          | %     | %     | %     | %     | %    | %    | %    | %    | Votantes |
| Freguesia          | PS    | AP    | CDU   | BE    | MPT  | PCTP | L    | PAN  | Votantes |
| ------------------ | ----- | ----- | ----- | ----- | ---- | ---- | ---- | ---- | -------- |
| Alvor              | 30,41 | 17,46 | 14,90 | 10,05 | 8,90 | 3,37 | 2,29 | 2,63 | 1 483    |
| Mexilhoeira Grande | 38,76 | 13,57 | 10,60 | 8,40  | 8,06 | 3,39 | 2,46 | 1,36 | 1 179    |
| Portimão           | 28,67 | 21,48 | 13,18 | 9,35  | 8,40 | 2,34 | 2,47 | 2,32 | 11 419   |
| Portimão           | 29,70 | 20,40 | 13,15 | 9,35  | 8,42 | 2,54 | 2,45 | 2,27 | 14 081   |

### São Brás de Alportel
| Partido                 | Partido                               | Votos | %               | +/-   |
| ----------------------- | ------------------------------------- | ----- | --------------- | ----- |
|                         | Partido Socialista                    | 922   | 33,56 / 100,00  | 4,94  |
|                         | Aliança Portugal                      | 643   | 23,41 / 100,00  | 11,59 |
|                         | Coligação Democrática Unitária        | 295   | 10,74 / 100,00  | 2,03  |
|                         | Partido da Terra                      | 200   | 7,28 / 100,00   | 6,77  |
|                         | Bloco de Esquerda                     | 161   | 5,86 / 100,00   | 6,90  |
|                         | Partido pelos Animais e pela Natureza | 70    | 2,55 / 100,00   | Novo  |
|                         | PCTP/MRPP                             | 53    | 1,93 / 100,00   | 0,51  |
|                         | LIVRE/Tempo de Avançar                | 53    | 1,93 / 100,00   | Novo  |
|                         | Outros                                | 101   | 3,67 / 100,00   |       |
| Votos Inválidos         | Votos Inválidos                       | 249   | 9,06 / 100,00   | 0,52  |
| Total                   | Total                                 | 2 747 | 100,00 / 100,00 |       |
| Eleitorado/Participação | Eleitorado/Participação               | 9 014 | 30,47 / 100,00  | 3,49  |

| Freguesia            | %     | %     | %     | %    | %    | %    | %    | %    | Votantes |
| Freguesia            | PS    | AP    | CDU   | MPT  | BE   | PAN  | PCTP | L    | Votantes |
| -------------------- | ----- | ----- | ----- | ---- | ---- | ---- | ---- | ---- | -------- |
| São Brás de Alportel | 33,56 | 23,41 | 10,74 | 7,28 | 5,86 | 2,55 | 1,93 | 1,93 | 2 747    |
| São Brás de Alportel | 33,56 | 23,41 | 10,74 | 7,28 | 5,86 | 2,55 | 1,93 | 1,93 | 2 747    |

### Silves
| Partido                 | Partido                               | Votos  | %               | +/-   |
| ----------------------- | ------------------------------------- | ------ | --------------- | ----- |
|                         | Partido Socialista                    | 2 649  | 29,12 / 100,00  | 5,58  |
|                         | Coligação Democrática Unitária        | 1 979  | 21,75 / 100,00  | 5,86  |
|                         | Aliança Portugal                      | 1 659  | 18,23 / 100,00  | 12,60 |
|                         | Partido da Terra                      | 605    | 6,65 / 100,00   | 5,81  |
|                         | Bloco de Esquerda                     | 499    | 5,48 / 100,00   | 8,82  |
|                         | PCTP/MRPP                             | 324    | 3,56 / 100,00   | 1,40  |
|                         | Partido pelos Animais e pela Natureza | 177    | 1,95 / 100,00   | Novo  |
|                         | LIVRE/Tempo de Avançar                | 131    | 1,44 / 100,00   | Novo  |
|                         | Outros                                | 339    | 3,72 / 100,00   |       |
| Votos Inválidos         | Votos Inválidos                       | 736    | 8,09 / 100,00   | 0,07  |
| Total                   | Total                                 | 9 098  | 100,00 / 100,00 |       |
| Eleitorado/Participação | Eleitorado/Participação               | 30 256 | 30,07 / 100,00  | 2,65  |

| Freguesia                  | %     | %     | %     | %    | %    | %    | %    | %    | Votantes |
| Freguesia                  | PS    | CDU   | AP    | MPT  | BE   | PCTP | PAN  | L    | Votantes |
| -------------------------- | ----- | ----- | ----- | ---- | ---- | ---- | ---- | ---- | -------- |
| Alcantarilha e Pêra        | 30,60 | 15,70 | 24,19 | 7,76 | 4,15 | 3,16 | 1,99 | 1,90 | 1 108    |
| Algoz e Tunes              | 28,79 | 15,45 | 22,09 | 5,96 | 6,98 | 3,32 | 2,71 | 2,03 | 1 476    |
| Armação de Pêra            | 28,32 | 12,70 | 26,37 | 8,59 | 5,18 | 3,22 | 2,73 | 0,98 | 1 024    |
| São Bartolomeu de Messines | 29,28 | 24,11 | 15,51 | 5,67 | 4,67 | 4,94 | 1,69 | 1,37 | 2 186    |
| São Marcos da Serra        | 41,36 | 23,84 | 14,11 | 2,43 | 3,16 | 2,43 | 0,49 | 0,73 | 411      |
| Silves                     | 27,13 | 28,41 | 13,76 | 7,22 | 6,29 | 3,08 | 1,66 | 1,28 | 2 893    |
| Silves                     | 29,12 | 21,75 | 18,23 | 6,65 | 5,48 | 3,56 | 1,95 | 1,44 | 9 098    |

### Tavira
| Partido                 | Partido                               | Votos  | %               | +/-   |
| ----------------------- | ------------------------------------- | ------ | --------------- | ----- |
|                         | Partido Socialista                    | 2 213  | 34,47 / 100,00  | 7,30  |
|                         | Aliança Portugal                      | 1 445  | 22,51 / 100,00  | 15,63 |
|                         | Coligação Democrática Unitária        | 707    | 11,01 / 100,00  | 3,44  |
|                         | Bloco de Esquerda                     | 420    | 6,54 / 100,00   | 6,48  |
|                         | Partido da Terra                      | 403    | 6,28 / 100,00   | 5,61  |
|                         | PCTP/MRPP                             | 151    | 2,35 / 100,00   | 0,49  |
|                         | LIVRE/Tempo de Avançar                | 144    | 2,24 / 100,00   | Novo  |
|                         | Partido pelos Animais e pela Natureza | 126    | 1,96 / 100,00   | Novo  |
|                         | Outros                                | 216    | 3,36 / 100,00   |       |
| Votos Inválidos         | Votos Inválidos                       | 595    | 9,27 / 100,00   | 1,31  |
| Total                   | Total                                 | 6 420  | 100,00 / 100,00 |       |
| Eleitorado/Participação | Eleitorado/Participação               | 22 398 | 28,66 / 100,00  | 1,56  |

| Freguesia                        | %     | %     | %     | %    | %    | %    | %    | %    | Votantes |
| Freguesia                        | PS    | AP    | CDU   | BE   | MPT  | PCTP | L    | PAN  | Votantes |
| -------------------------------- | ----- | ----- | ----- | ---- | ---- | ---- | ---- | ---- | -------- |
| Cachopo                          | 46,58 | 31,51 | 3,20  | 1,37 | 0,46 | 0,91 | 0,46 | 0,46 | 219      |
| Conceição e Cabanas de Tavira    | 38,41 | 18,27 | 10,66 | 8,80 | 5,75 | 3,55 | 2,71 | 2,20 | 591      |
| Luz de Tavira e Santo Estêvão    | 33,53 | 20,95 | 10,47 | 6,84 | 5,66 | 2,20 | 2,28 | 2,45 | 1 184    |
| Santa Catarina da Fonte do Bispo | 38,33 | 25,29 | 5,25  | 5,45 | 4,86 | 1,95 | 2,14 | 1,17 | 514      |
| Santa Luzia                      | 38,40 | 14,61 | 17,19 | 7,45 | 6,30 | 2,29 | 1,43 | 1,72 | 349      |
| Tavira (Santa Maria e Santiago)  | 32,44 | 23,55 | 11,96 | 6,65 | 6,93 | 2,36 | 2,36 | 1,99 | 3 563    |
| Tavira                           | 34,47 | 22,51 | 11,01 | 6,54 | 6,28 | 2,35 | 2,24 | 1,96 | 6 420    |

### Vila do Bispo
| Partido                 | Partido                               | Votos | %               | +/-  |
| ----------------------- | ------------------------------------- | ----- | --------------- | ---- |
|                         | Partido Socialista                    | 496   | 39,37 / 100,00  | 5,99 |
|                         | Aliança Portugal                      | 230   | 18,25 / 100,00  | 9,59 |
|                         | Coligação Democrática Unitária        | 144   | 11,43 / 100,00  | 2,17 |
|                         | Bloco de Esquerda                     | 89    | 7,06 / 100,00   | 7,06 |
|                         | Partido da Terra                      | 81    | 6,43 / 100,00   | 5,01 |
|                         | Partido pelos Animais e pela Natureza | 35    | 2,78 / 100,00   | Novo |
|                         | PCTP/MRPP                             | 26    | 2,06 / 100,00   | 0,03 |
|                         | LIVRE/Tempo de Avançar                | 22    | 1,75 / 100,00   | Novo |
|                         | Outros                                | 38    | 3,03 / 100,00   |      |
| Votos Inválidos         | Votos Inválidos                       | 99    | 7,86 / 100,00   | 0,43 |
| Total                   | Total                                 | 1 260 | 100,00 / 100,00 |      |
| Eleitorado/Participação | Eleitorado/Participação               | 4 098 | 30,75 / 100,00  | 4,45 |

| Freguesia                 | %     | %     | %     | %    | %    | %    | %    | %    | Votantes |
| Freguesia                 | PS    | AP    | CDU   | BE   | MPT  | PAN  | PCTP | L    | Votantes |
| ------------------------- | ----- | ----- | ----- | ---- | ---- | ---- | ---- | ---- | -------- |
| Barão de São Miguel       | 33,59 | 18,75 | 17,97 | 7,03 | 9,38 | 0,78 | 1,56 | 3,13 | 128      |
| Budens                    | 41,53 | 15,34 | 11,18 | 6,71 | 6,71 | 2,24 | 1,60 | 0,64 | 313      |
| Sagres                    | 34,53 | 23,98 | 10,79 | 5,28 | 6,71 | 4,08 | 1,68 | 2,16 | 417      |
| Vila do Bispo e Raposeira | 44,53 | 14,43 | 10,20 | 9,20 | 4,98 | 2,49 | 2,99 | 1,74 | 402      |
| Vila do Bispo             | 39,37 | 18,25 | 11,43 | 7,06 | 6,43 | 2,78 | 2,06 | 1,75 | 1 260    |

### Vila Real de Santo António
| Partido                 | Partido                               | Votos  | %               | +/-   |
| ----------------------- | ------------------------------------- | ------ | --------------- | ----- |
|                         | Partido Socialista                    | 1 416  | 31,68 / 100,00  | 7,63  |
|                         | Coligação Democrática Unitária        | 998    | 22,33 / 100,00  | 3,82  |
|                         | Aliança Portugal                      | 806    | 18,03 / 100,00  | 13,26 |
|                         | Bloco de Esquerda                     | 311    | 6,96 / 100,00   | 8,08  |
|                         | Partido da Terra                      | 245    | 5,48 / 100,00   | 4,90  |
|                         | PCTP/MRPP                             | 133    | 2,98 / 100,00   | 1,32  |
|                         | LIVRE/Tempo de Avançar                | 87     | 1,95 / 100,00   | Novo  |
|                         | Partido pelos Animais e pela Natureza | 66     | 1,48 / 100,00   | Novo  |
|                         | Outros                                | 161    | 3,60 / 100,00   |       |
| Votos Inválidos         | Votos Inválidos                       | 247    | 5,53 / 100,00   | 0,12  |
| Total                   | Total                                 | 4 470  | 100,00 / 100,00 |       |
| Eleitorado/Participação | Eleitorado/Participação               | 16 852 | 26,53 / 100,00  | 2,21  |

| Freguesia                  | %     | %     | %     | %    | %    | %    | %    | %    | Votantes |
| Freguesia                  | PS    | CDU   | AP    | BE   | MPT  | PCTP | L    | PAN  | Votantes |
| -------------------------- | ----- | ----- | ----- | ---- | ---- | ---- | ---- | ---- | -------- |
| Monte Gordo                | 31,71 | 31,10 | 17,99 | 4,88 | 3,51 | 3,20 | 0,61 | 0,46 | 656      |
| Vila Nova de Cacela        | 35,99 | 13,79 | 19,29 | 6,90 | 4,42 | 3,02 | 2,69 | 1,40 | 928      |
| Vila Real de Santo António | 30,28 | 23,08 | 17,64 | 7,45 | 6,27 | 2,91 | 2,01 | 1,73 | 2 886    |
| Vila Real de Santo António | 31,68 | 22,33 | 18,03 | 6,96 | 5,48 | 2,98 | 1,95 | 1,48 | 4 470    |